# Musikakademie Danzig

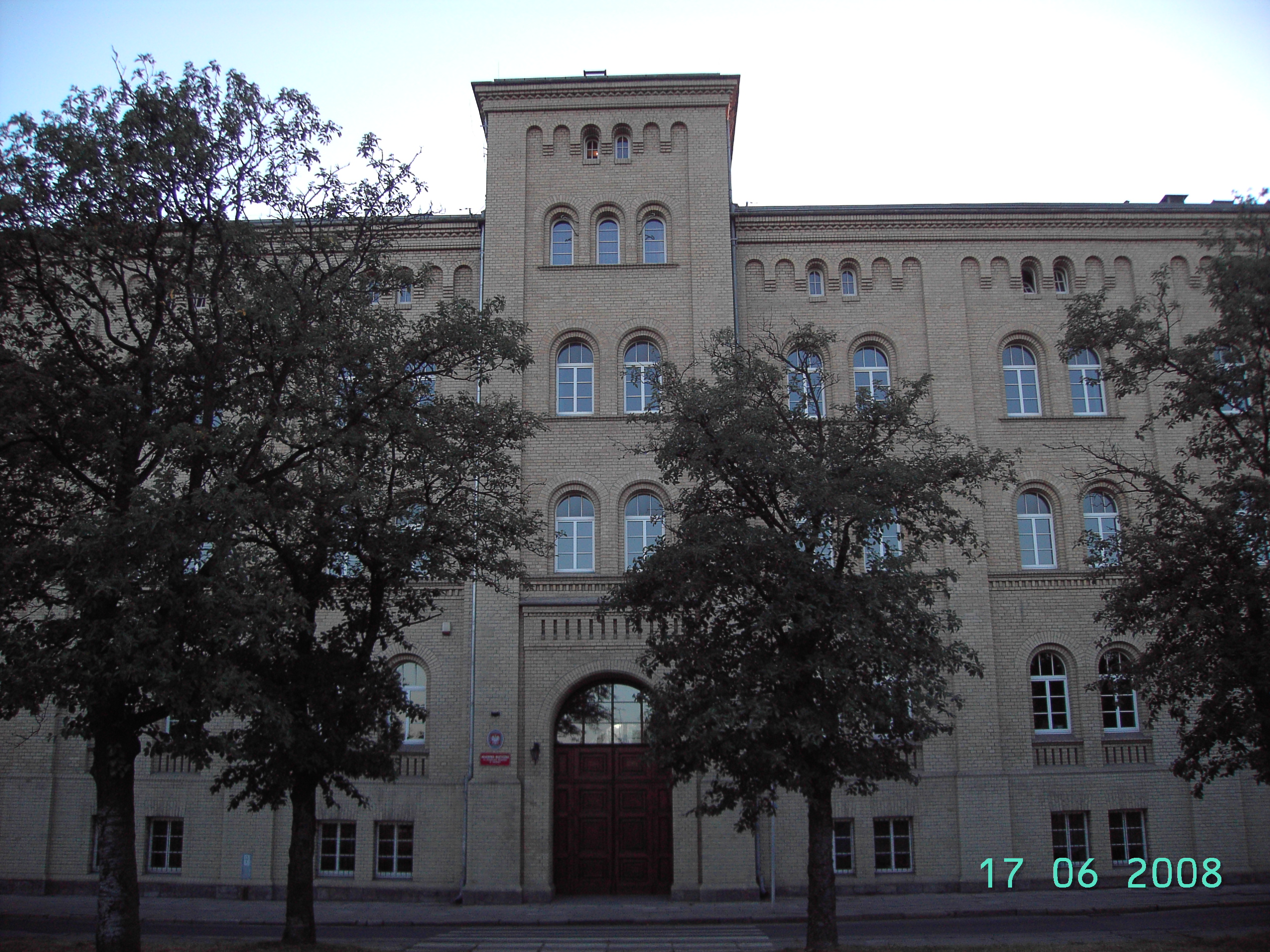
Musikakademie Danzig

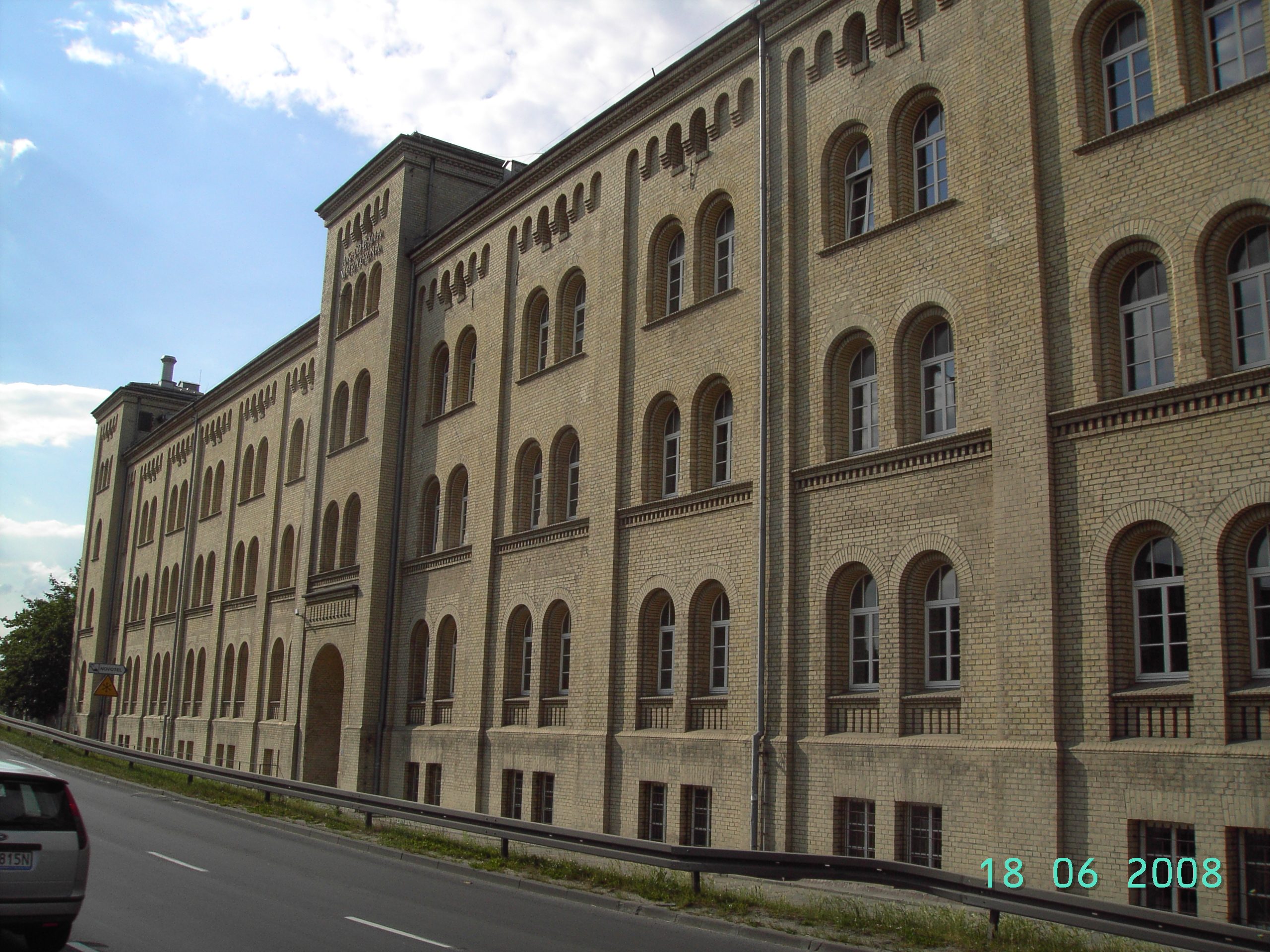

Die Stanisław-Moniuszko-Musikakademie Danzig (polnisch: Akademia Muzyczna im. Stanisława Moniuszki w Gdańsku) ist eine 1947 gegründete Musikhochschule in der polnischen Stadt Danzig. Sie ist nach Stanisław Moniuszko benannt.

## Geschichte

### Rektoren
- Jan Ekier (1947–1948)
- Stefan Śledziński (1948–1951)
- Władysław Walentynowicz (1951–1952)
- Florian Dąbrowski (1952–1954)
- Władysław Bukowiecki (1954–1956)
- Piotr Rytel (1956–1961)
- Roman Heising (1961–1972)
- Antoni Poszowski (1972–1987)
- Roman Suchecki (1987–1993)
- Waldemar Wojtal (1993–1999)
- Antoni Poszowski (1999–2003)
- Waldemar Wojtal (2004–2005)
- Bogdan Kułakowski (2005–2012)
- Maciej Sobczak (2012–2020)
- Ryszard Minkiewicz (seit 2020)[3]

## Fakultäten
- Fakultät I – Dirigat, Komposition und Musiktheorie
- Fakultät II – Instrumentalmusik
- Fakultät III – Gesang und Schauspiel
- Fakultät IV – Chordirigat, Kirchenmusik, Musikpädagogik, Rhythmik und Jazz

## Persönlichkeiten
- Zu den ehemaligen Studenten gehören Elisabeth Hornung, Kiryl Keduk, Krystyna Michałowska, Katarzyna Myćka und Katarzyna Rabczuk.
- Der Musikwissenschaftler Franz Kessler wurde 2002 zum Ehrenmitglied ernannt.